# 岡部貞綱
岡部 貞綱（おかべ さだつな、永正2年（1505年） - 永禄9年8月15日（1566年9月8日））は、戦国時代の武将。
駿河国の戦国大名今川氏真の家臣だった。岡部氏は武田信玄の駿河侵攻にて武田水軍として編成された。
嫡男の岡部長綱はのち徳川家康に仕えて旗本となり、1500石を領する大身となった。また娘は川村重忠に嫁ぎ、夫の死後はやはり徳川家に出仕して徳川秀忠の乳母となり、大姥局と称した。